# Bagan Jermal, Butterworth
Bagan Jermal là một khu vực nằm trong thị trấn Butterworth, Penang, Malaysia. Ngoài ra còn có một khu dân cư ở trên đảo Penang cùng tên. Nó nằm ở phía bắc Bagan Luar, phía nam Bagan Ajam và phía tây Jalan Raja Uda. Nơi này được đặt tên theo Kampung Bagan Jermal, một ngôi làng nằm trong cùng khu vực. Chỗ ngồi của Bagan nằm trong khuôn viên Quốc hội của Bagan. Các làng khác nằm gần đó bao gồm Kampung Kubang Buaya, Kampung Paya, Kampung Gajah và Kampung Kastam. Các tòa nhà nổi tiếng ở đây bao gồm Tòa án Butterworth Majistrate và Khu Tenaga Nasional. Các trường nằm ở đây là SJK (C) Chung Hwa Pusat, SMK Kampung Kastam, SK Bagan Tuấn Kechil và SK Bagan Jermal.

## Nhân khẩu học
Theo thống kê của Ủy ban Bầu cử Malaysia (EC), ghế tiểu bang Bagan Jermal có tổng số 24.608 cử tri, trong đó bao gồm 68% người Trung Quốc, 17% người Malay và 15% người Ấn Độ.

## Penang
Một khu vực Bagan Jermal khác ở Penang. Trường Trung học Nữ sinh Penang và Học viện Phor Tay cũng nằm ở Jalan Bagan Jermal, Penang. Ngoài ra còn có một trường đặc biệt gọi là Thánh Nicholas ở Bagan Jermal. Thứ hai, có một số chung cư cao cấp có thể được nhìn thấy ở đó. Super Condo of Penang được hoàn thành gần Bagan Jermal, Penang. Gurney Plaza và Gurney Paragon mới mở cũng nằm gần Bagan Jermal, Pulau Penang.
Bagan Jermal rất gần với các điểm tham quan du lịch ở Penang. Ví dụ, Vườn Bách thảo, bãi biển Batu Feringgi và nhà sư ngủ nằm gần Jalan Bagan Jermal. Ở giữa Jalan Bagan Jermal, cũng có rất nhiều nhà hàng tầng dành cho sinh viên ở đó. Một địa điểm khác nằm trong đường cao tốc Bandar Baru Air Itam và Tun Dr Lim Chong Eu gần Tesco Glugor.